# Strada statale 375 Gildonese
La ex strada statale 375 Gildonese (SS 375), ora strada provinciale 165 Gildonese (SP 165), è una strada provinciale italiana che si snoda in Molise.

## Percorso
La strada ha origine nel centro abitato di Campobasso dove si innesta sulla strada statale 87 Sannitica. Nel primo tratto incrocia il tratto ormai declassato della strada statale 645 Fondo Valle del Tappino e viene superata in viadotto dalla strada statale 710 Tangenziale Est di Campobasso, per uscire dal centro abitato in direzione sud-est.
Il percorso, raramente lineare, giunge all'innesto sulla ex strada statale 17 dell'Appennino Abruzzese e Appulo Sannitico nei pressi di Gildone.
In seguito al decreto legislativo n. 112 del 1998, dal 2001 la gestione è passata dall'ANAS alla Regione Molise, che ha provveduto al trasferimento dell'infrastruttura al demanio della provincia di Campobasso.